# Женская сборная Катара по кёрлингу
Женская сборная Катара по кёрлингу — представляет Катар на международных соревнованиях по кёрлингу. Управляющей организацией выступает Федерация кёрлинга Катара (англ. Qatar Curling Federation).

## Результаты выступлений

### Тихоокеанско-Азиатские чемпионаты
| Год       | Игры           | Победы         | Поражения      | Место          |
| --------- | -------------- | -------------- | -------------- | -------------- |
| 1991—2015 | не участвовали | не участвовали | не участвовали | не участвовали |
| 2016      | 7              | 0              | 7              | 8              |
| 2017      | не участвовали | не участвовали | не участвовали | не участвовали |
| 2018      | 6              | 0              | 6              | 7              |
| 2019      | 7              | 0              | 7              | 8              |

### Зимние Азиатские игры
| Год       | Место          | И              | В              | П              | Состав (четвёртый/скип, третий, второй, первый, запасной, тренер)                                                                                       |
| --------- | -------------- | -------------- | -------------- | -------------- | --- |
| 2003—2007 | не участвовали | не участвовали | не участвовали | не участвовали | не участвовали |
| 2017      | 5              | 4              | 0              | 4              | Maryam Binali (скип), Al Boinin, Mubarkah Al-Abdulla, Dhabya Al Boinin, тренер: Лайош Беллели                                                           |
| 2025      | 9              | 8              | 0              | 8              | Amna Homoud Al-Qaet (скип), Fatima Ahmed Al-Fahad, Haseena Hassan Al-Fahad, Aldana Ahmed Al-Fahad, запасной: Sara Homoud Al-Qaet, тренер: Лайош Беллели |